# Білостоцька сільська рада
Білостоцька сільська рада — колишня адміністративно-територіальна одиниця та орган місцевого самоврядування у Луцькому районі Волинської області з адміністративним центром у с. Білосток.
Припинила існування 5 січня 2018 року в зв'язку з приєднанням території до Торчинської селищної громади Волинської області. Натомість утворено Білостоцький старостинський округ при Торчинській селищній громаді.

## Населені пункти
Сільській раді підпорядковувались населені пункти:
- с. Білосток
- с. Горзвин

## Склад ради
Рада складалась з 16 депутатів та голови.

## Керівний склад сільської ради
| ПІБ                          | Основні відомості                                                 | Дата обрання | Дата звільнення |
| ---------------------------- | ----------------------------------------------------------------- | ------------ | --------------- |
| Франчук Віталій Анатолійович | Сільський голова, 1980 року народження, освіта, безпартійний      | 26.03.2006   | 31.10.2010      |
| Франчук Віталій Анатолійович | Сільський голова, 1980 року народження, освіта вища, безпартійний | 31.10.2010   |                 |

Примітка: таблиця складена за даними джерела

## Населення
За переписом населення України 2001 року в сільській раді мешкало 670 осіб.

### Мова
Розподіл населення за рідною мовою за даними перепису 2001 року:
| Мова       | Відсоток |
| ---------- | -------- |
| українська | 99,41 %  |
| російська  | 0,59 %   |